# Bhimarayanagudi
Bhimarayanagudi é uma cidade no distrito de Gulbarga, no estado indiano de Karnataka.

## Demografia
Segundo o censo de 2001, Bhimarayanagudi tinha uma população de 4791 habitantes. Os indivíduos do sexo masculino constituem 51% da população e os do sexo feminino 49%. Bhimarayanagudi tem uma taxa de literacia de 74%, superior à média nacional de 59,5%; a literacia no sexo masculino é de 82% e no sexo feminino é de 65%. 12% da população está abaixo dos 6 anos de idade.